# Altice Europe
Altice Europe é uma multinacional neerlandesa de telecomunicações, conteúdos, média, entretenimento e publicidade, fundada e liderada pelo bilionário Patrick Drahi e está presente em vários países incluindo Portugal, França, Israel e República Dominicana.
Em 2015 a empresa empregava mais de 30 mil pessoas com um volume de negócios a rondar os 14 mil milhões de euros.
Em janeiro de 2018, Altice anunciou uma reorganização do grupo com a divisão das atividades americanas (Altice USA), e atividades europeias e internacionais, renomeada Altice Europe. As duas empresas terão em comum o acionista, Patrick Drahi, que presidirá as duas entidades. Com esta transação a Altice obteve 900 milhões de euros da Altice USA, que pagará um dividendo de 1,5 bilhão de dólares, incluindo a redução sua dívida.
A Altice Europe foi reorganizada em três entidades: Altice France (Grupo SFR), Altice International e uma nova subsidiária de TV por assinatura:
- Altice France: SFR Télécom , SFR Media (NextRadioTV e Presse), territórios franceses ultramarinos (SFR Caraïbe e SFR Réunion), Altice Technical Services France e serviços ao cliente da Intelcia.
- Altice International: Altice Portugal , Hot (Israel), Altice República Dominicana, Teads e Altice Technical Services Europe (exceto a França).
- Altice Pay TV: a divisão Altice Content, os principais direitos de esportes (incluindo a Liga dos Campeões e a Premier League da Inglaterra) e outros direitos de conteúdo premium (incluindo Discovery e NBCUniversal ).

## Aquisições
Em março de 2012, a Altice anuncia a compra da operadora Cabovisão, atualmente designada NOWO,  por 45 milhões à canadiana Cogeco.
Em novembro de 2013, Orange anunciou a venda de Orange Dominicana para Altice por $1,4 mil milhões de dólares.
Em março de 2014, adquiriu SFR do grupo de mídia Vivendi, a segunda maior empresa de telefonia móvel e serviços de Internet da França, através da sua divisão de cabo Numericable.
Em maio de 2015, Altice adquiriu uma participação controladora de 70% na Suddenlink Communications, que procuram a sétima maior empresa de cabo dos EUA em US$ 9,1 bilhões. Os outros 30% continua a ser propriedade de BC Partners e Investment Board CPP.
Em junho de 2015, a Altice adquiriu a PT Portugal à Oi SA e vendeu a NOWO para a Apax France.
Em junho de 2015, foi divulgado que Altice tinha oferecido €10 mil milhões de euros para Bouygues Telecom, a terceira maior empresa de telecomunicações na França. Bouygues recusou a oferta e em março de 2016 estava a considerar uma fusão com Orange.
Em 17 de setembro de 2015, foi anunciado que Altice adquiriu a Cablevision, provedor de cabo de Long Island, Nova York, por 15,7 mil milhões de euros, incluindo a dívida.
Em outubro de 2015, apoiando a compra Cablevision para Altice, foram empresa de private equity BC Partners e CPPIB.
Em junho de 2017, a Altice entrou no mercado da produção de conteúdos, com a série "Riviera".
Em julho de 2017, chegou a um acordo para comprar os 94,69% que a espanhola Prisa detém na Media Capital, aglomerado de mídia português (de onde se destaca o canal televisivo TVI). O acordo acabou por não ser concretizado depois da autoridade da concorrência considerar que o negócio não protegia o interesse dos consumidores nem garantia a concorrência no mercado.
A Altice também teve planos para lançar um banco online em vários países, incluindo Portugal, entre 2018 e 2019, sendo que à data de 2023 tal negócio ainda não se concretizou.